# Edwin, Earl of Mercia
Edwin (altenglisch Ēadwine, latein Eduin; † 1071) war ein angelsächsischer Adliger des 11. Jahrhunderts, der den Titel eines Earls von Mercia innehatte.

## Leben
Er war der ältere Sohn des Ælfgar und beerbte diesen 1062 als angelsächsischer Earl von Mercia.
1066 unterlag er zusammen mit seinem Bruder Morcar, Earl of Northumbria, dem Heer von Harald Hardråde von Norwegen, der nur fünf Tage später in der Schlacht von Stamford Bridge von König Harold Godwinson geschlagen wurde. Nach dem Tod Harolds in der Schlacht von Hastings, an der beide nicht teilnahmen, unterwarf er sich Wilhelm dem Eroberer als neuem englischen König und wurde als Vasall in seinem Earlsamt belassen.
1068 rebellierten Edwin und Morcar, zusammen mit zahlreichen weiteren Vasallen gegen Wilhelm. Die genauen Gründe für ihren Aufstand sind strittig. Laut dem Chronisten Orderic Vitalis hatte Edwin gehofft, eine Tochter des Königs zu heiraten, was dieser aber verneint hätte. Die Rebellion scheiterte und wurde bis 1070 von Wilhelm niedergeschlagen. Bereits 1071 erhob Edwin sich ein weiteres Mal gegen den König. Dieser Aufstand scheiterte deutlich schneller. Auf der Flucht erschlugen ihn seine eigenen Soldaten noch im selben Jahr.